# Helena Kleinmanówna
Helena Kleinmanówna (ur. 1883 w Warzycach, pow. jasielski, zm. ?) – lekarka, pierwsza studentka pochodzenia chłopskiego na Wydziale Lekarskim Uniwersytetu Jagiellońskiego.
Była Żydówką. Córka Maurycego. Urodziła się w Warzycach. Dzieciństwo spędziła na Zwierzyńcu pod Krakowem. Od 1902 do 1907 studiowała medycynę na Wydziale Lekarskim Uniwersytetu Jagiellońskiego. 5 lutego 1909 została doktorem wszech nauk lekarskich. Później była lekarzem szkolnym w Krakowie.